# اوله بیورکلوند
اوله بیورکلوند (سوئدی: Olle Björklund؛ ‏ ۲۶ ژوئن ۱۹۱۶ – ۲۷ مارس ۱۹۸۱) روزنامه‌نگار، بازیگر و مجری تلویزیون اهل سوئد بود. وی بین سال‌های ۱۹۳۵ تا ۱۹۸۱ میلادی فعالیت می‌کرد.
از فیلم‌هایی که وی در آن‌ها نقش داشته‌است، می‌توان به جای نگرانی نیست و دلار اشاره نمود.